# کویته

کویته
(به بلوچی: کوٹه)   (به اردو: کوئٹه) مرکز ایالت بلوچستان در کشور پاکستان است. این شهر همچنین بزرگترین شهر تمام منطقه‌ی بلوچستان است.
شهر کویته در شمال ایالت بلوچستان پاکستان در نزدیکی مرز این کشور با افغانستان واقع شده. این شهر در نزدیکی تنگه بولان قرار دارد که در قدیم دروازه اصلی عبور از آسیای میانه به جنوب غرب آسیا بود. بخش اعظم این شهر در زمین‌لرزه ۱۹۳۵ کویته نابود شد اما پس از آن بازسازی شده و جمعیت آن در سال ۲۰۱۷ به ۱،۱۲۰۵  نفر رسید. جمعیت شهرستان کویته ۲٬۲۷۵٬۶۹۹ است. ارتفاع میانگین شهر کویته ۱۶۸۰ متر بالاتر از سطح دریا می‌باشد و از این نظر بلندجایگاه‌ترین شهر بزرگ در پاکستان است.
به خاطر وجود باغ‌های فراوان میوه در داخل و بیرون از شهر و تولیدات میوه و خشکبار آن، به کویته «سبد میوه پاکستان» هم گفته‌اند. با بروز جنگ داخلی در افغانستان، کویته برای ارتش پاکستان اهمیت زیادی یافت.

## پیشینه
اطراف کویته از دیرباز به خاطر کوه‌ها و چراگاه‌هایش در تضاد نسبی با دشت‌های خشک غرب منطقه قرار داشته‌است. طبق یک عقیده، در عصر برنز مردمی از تخت سلیمان برآمدند و تعداد زیادی در کویته مستقر شدند. نام کویته و نام قدیم آن شالکوت هر دو با معنی قلعه همراه است. تصور می‌شود که این نام به دلیل وجود قلعه‌ای در اینجا نبوده بلکه به این دلیل که کویته در احاطه کوه‌ها است این نام به این شهر به عنوان یک قلعه طبیعی اشاره دارد. کوه‌های اطراف آن کوه‌های چهل‌تن، زرغون و مهردار هستند. تمام این کوه‌ها عمدتاً خشک هستند.
کویته شهری باستانی است که وجود آن به قرن ششم میلادی بازمی‌گردد. در آن زمان بخشی این شهر بخشی از شاهنشاهی ساسانی ایران بود. هنگامی که مسلمانان در قرن هفتم میلادی ایران را فتح کردند، بخشی از امپراتوری اسلامی شد. نخستین ذکر از کویته مربوط به سده یازدهم میلادی است، یعنی زمانی که سلطان محمود غزنوی در جریان حمله خود به شبه قاره هند این شهر را نیز تصرف کرد.
در سال ۱۵۴۳ نصیرالدین همایون، پادشاه گورکانی هند، از شیرشاه سوری شکست خورد و به ایران گریخت، در مسیر سفر به ایران صفوی به کویته آمد. او پسر خود یعنی همان پادشاه آینده گورکانی اکبر کبیر را دو سال در اینجا اقامت داد. کویته تا سال ۱۵۵۶ بخشی از امپراتوری گورکانی (مغول) باقی ماند و پس از آن بخشی از امپراتوری ایران شد. در سال ۱۵۹۵، امپراتور اکبر دوباره کویته را بخشی از امپراتوری خود قرار داد. در سال ۱۷۰۹ این منطقه بخشی از قلمرو هوتکیان افغان به‌شمار می‌آمد و این وضع تا سال ۱۷۴۷ ادامه داشت تا آن که در آن سال احمد شاه درانی این ناحیه را به تصرف خود درآورده و آن را بخشی از امپراتوری درانی کرد.
نخستین اروپایی در سال ۱۸۲۸ از کویته دیدن کرد و آن را این گونه توصیف کرد: قلعه‌ای با دیوار کاهگلی که ۳۰۰ خانه کاهگلی آن را احاطه کرده‌اند.
در جریان جنگ اول انگلیس و افغانستان در سال ۱۸۳۹، انگلیسی‌ها کویته را اشغال کردند. آنها در سال ۱۸۷۶ کویته را به قلمرو خود یعنی هند بریتانیا افزودند. پیش از آن در سال ۱۸۵۶ ژنرال جان جیکاب با اشاره به موقعیت راهبردی کویته در مرز غربی قلمرو بریتانیا از دولت خود خواسته بود این شهر را اشغال کند. لشکریان بریتانیایی برای استقرار خود در این محل ساخت‌وسازهای زیربنایی چندی انجام دادند و رابرت گروو سیندمن در اینجا به عنوان نماینده سیاسی منصوب شد. در این مدت تعداد زیادی از قبایل بلوچ در کویته مستقر شدند. انگلیسی‌ها کویته را به یک پایگاه نظامی تبدیل کردند و در این دوره جمعیت کویته به میزان قابل توجهی افزایش یافت، که تا زمان وقوع زلزله معروف سال ۱۹۳۵ ادامه یافت.
در زمانی که زمین‌لرزه ۱۹۳۵ بلوچستان رخ داد کویته تبدیل به یک شهر زنده با ساختمان‌های چند طبقه متعدد شده بود و حتی به آن «لندن کوچک» هم می‌گفتند. کانون آن زمین‌لرزه به شهر نزدیک بود و بیشتر زیرساخت‌های شهر را نابود کرده جان ۴۰ هزار نفر را نیز گرفت.

## اهالی
در کویته بیشتر ساکنین آن را پشتون ها ها تشکیل میدهند که حتی از لحاظ اداری دولت زیر اداره پشتون هاست .ایالت بلوچستان دارای جمعیت مختلط قومی بوده که عمدتاً بلوچ های براهویی در آن زندگی می‌کنند حدود ۷۰ درصد اراضی ایالت به‌صورت نظام حکومتی به شکل فدرالی بیشتر به‌دست بلوچ‌ها بوده و بیشتر توسط قومیت‌های براهویی اداره می‌گردد.سرزمین اصلی بلوچستان محسوب میشود.  بخش‌های شمالی ایالت بلوچستان که حدود ۳۰ درصد از اراضی ایالت را شامل می‌شود، توسط پشتون ها اداره می‌شوند مانند کویته، ژوب، موسی خیل، قلعه سیف الله و قلعه عبدالله، شیرانی و زیارت، که حدود ۳۰ درصد از اراضی ایالت را شامل می‌شود، با قومیت های غالب همچون آچکزهی‌ها و ارباب‌های کاسی به‌صورت خودمختار فدرالی اداره میشود. از لحاظ منطقه‌ای هر گروه به حدود مرز خود کنترل دارند.
بزرگ‌ترین اغتشاشات در بلوچستان مربوط به اغتشاش گروهی از پنجابی‌هاست که به دنبال آن در سال ۲۰۰۶ حکومت مشرف را به چالش‌های سختی درگیر ساخت. قتل رهبر بلوچ‌ها اکبر بوگتی توسط ارتش پاکستان در درگیری‌های اخیر در این ولایت، خشم این قوم را نسبت به نخبگان پنجاب برانگیخته است.

## نگارخانه

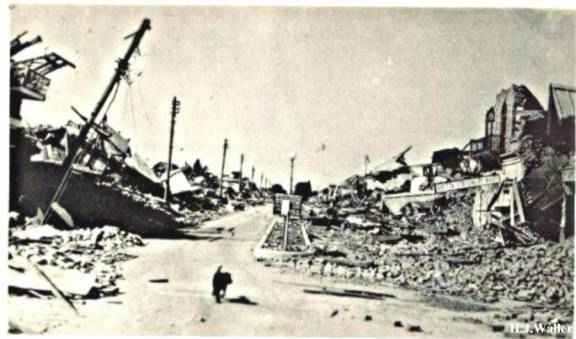
خیابان بروس در کویته پس از زمین‌لرزه ۱۹۳۵.
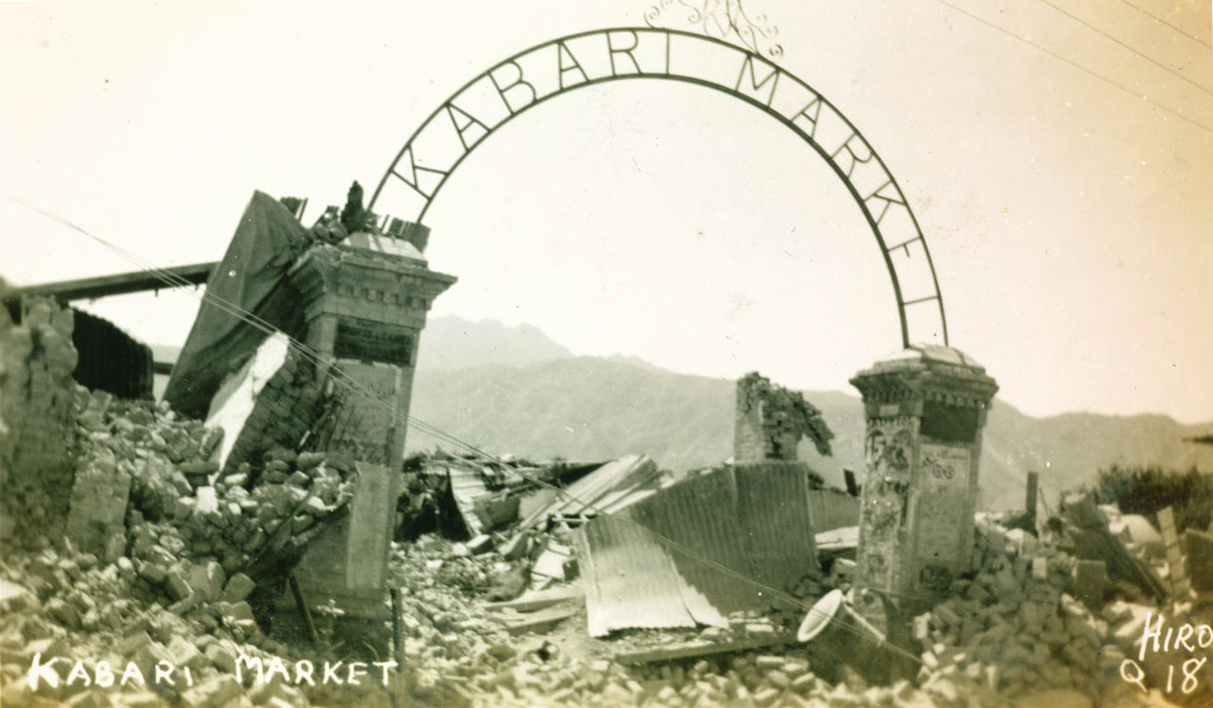
بازار کبری کویته پس از زمین‌لرزه ۱۹۳۵.
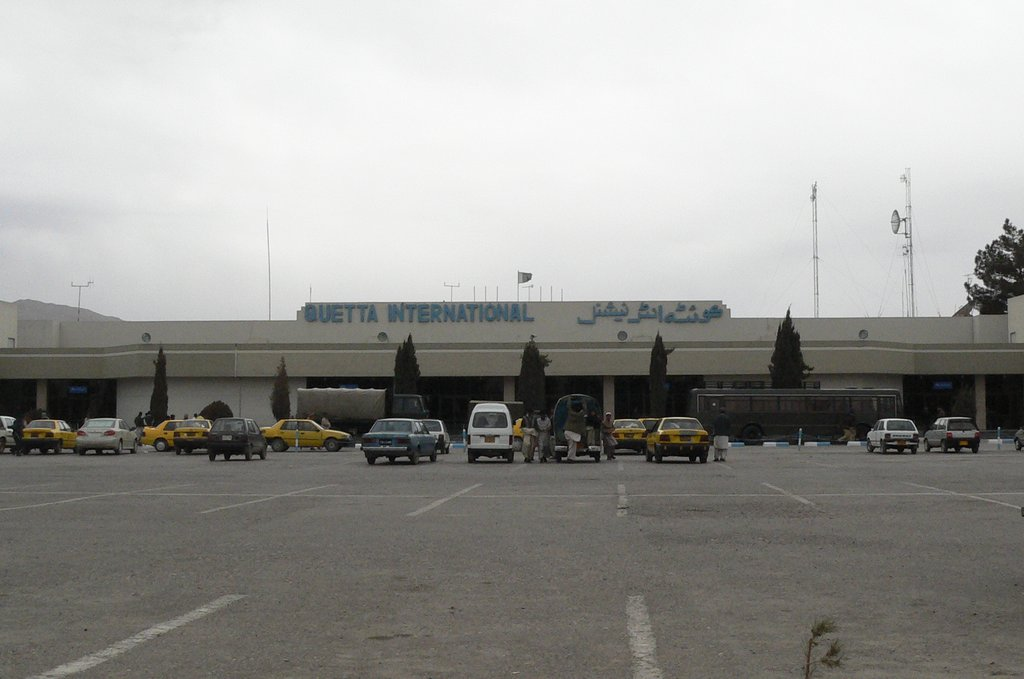
فرودگاه بین‌المللی کویته.
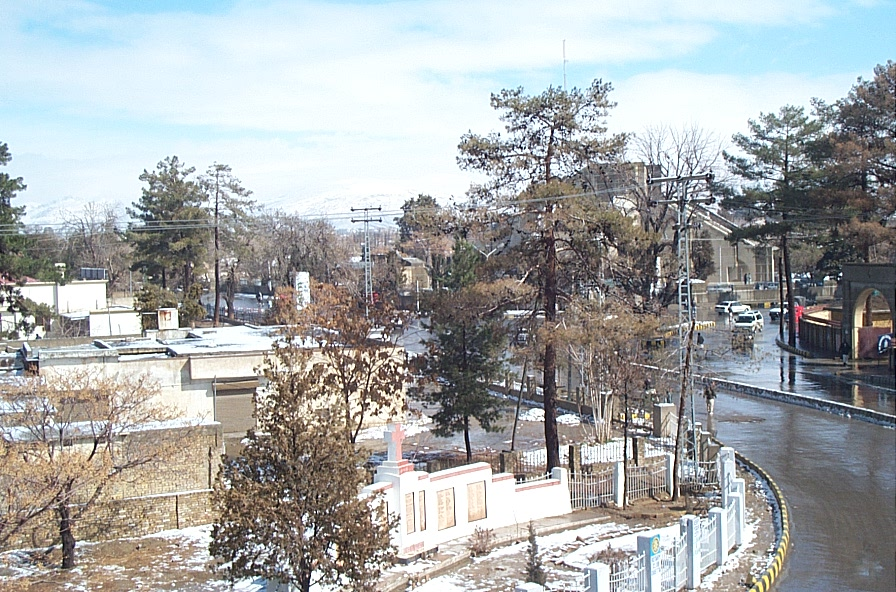
خیابانی در کویته
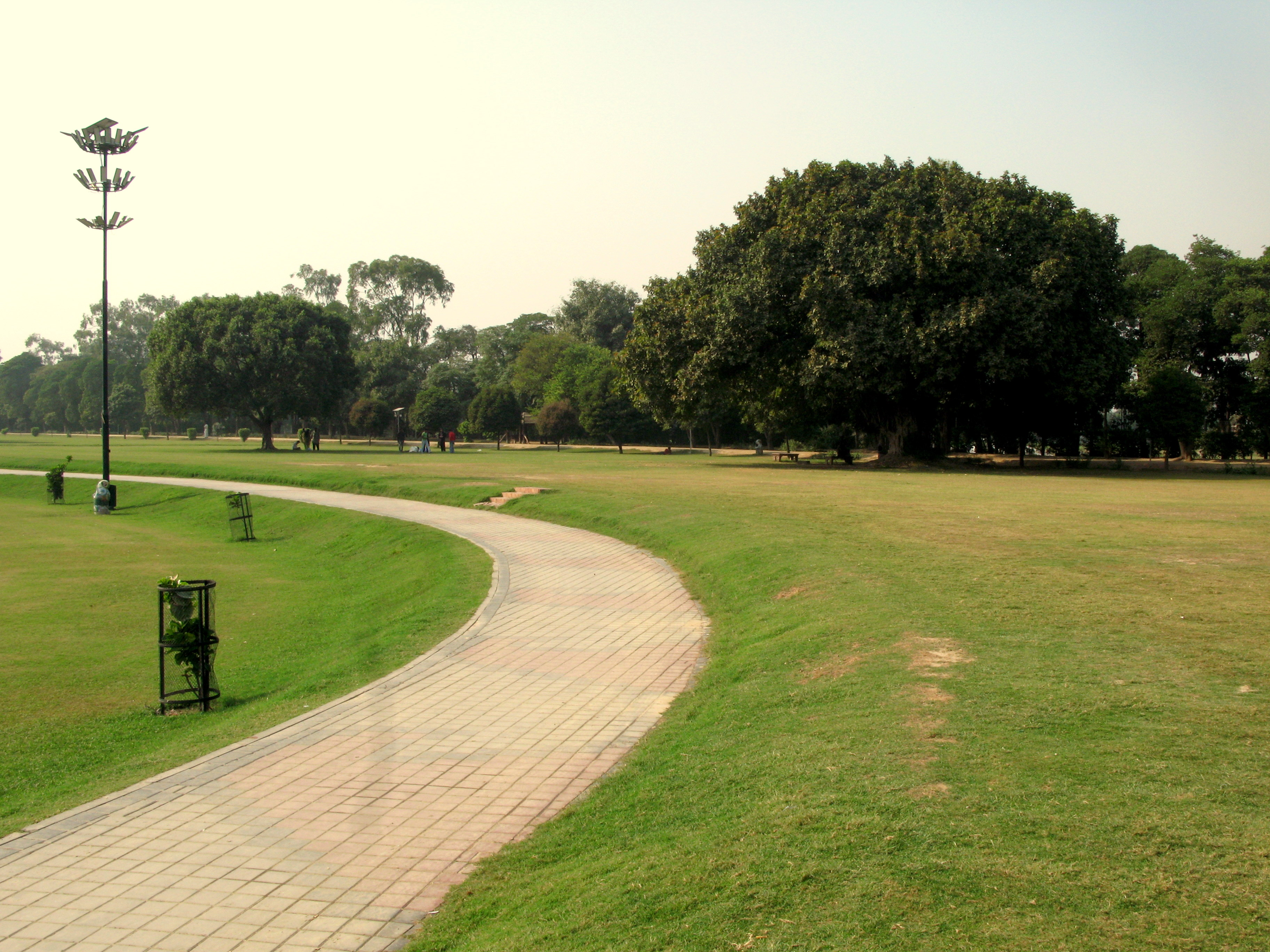
پارکی در کویته
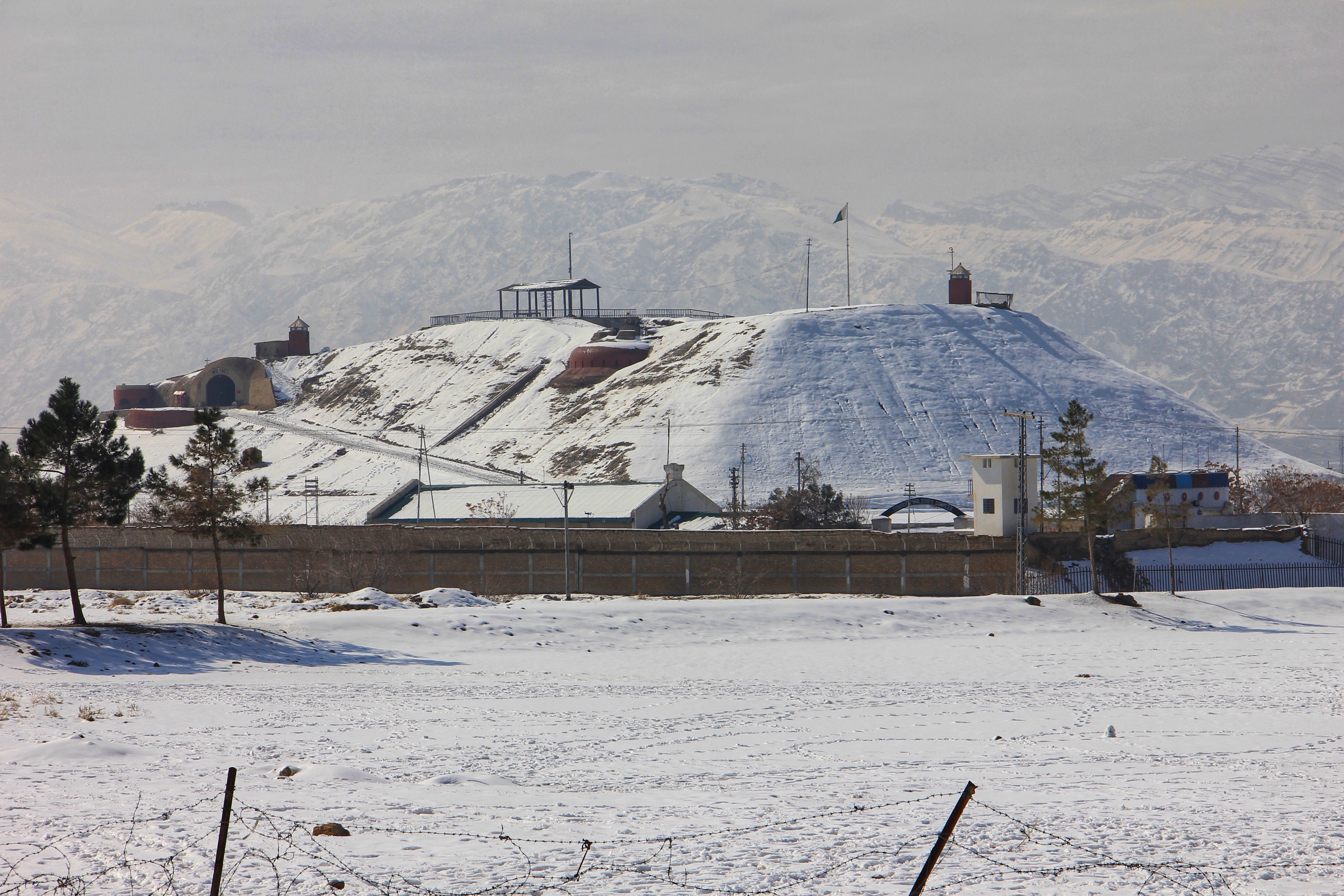
منظره‌ای از زمستان کویته